# Włado Maleski
Włado Maleski (mac. Владо Малески; ur. 5 września 1919 w Strudze, zm. 23 września 1984) – jugosłowiański i macedoński pisarz i działacz komunistyczny, publicysta, wydawca i rewolucjonista. Opublikował kilka powieści i opowiadań. Autor słów macedońskiego hymnu państwowego Denes nad Makedonija oraz scenariusza do pierwszego macedońskiego filmu „Frosina”.

## Biografia
Maleski ukończył szkołę podstawową w Szkodrze w Albanii oraz szkołę średnią w Bitoli. Następnie zapisał się na studia na Wydziale Prawa Uniwersytetu w Belgradzie, ale nie ukończył ich z powodu wybuchu II wojny światowej. W szeregach macedońskiej brygady NOVJ był aktywnym uczestnikiem „Wojny o Wyzwolenie Narodowe Macedonii”. Po wojnie Maleski został dyrektorem Radia Skopje oraz stał się jednym z najwybitniejszych pisarzy współczesnej Macedonii.
Podczas swojego życia zawodowego Maleski był ambasadorem w Libanie, Etiopii i Polsce oraz członkiem Prezydium Socjalistycznej Republiki Macedonii. W 1946 został pełnoprawnym członkiem Stowarzyszenia Pisarzy Macedonii.

## Książki
- Ǵurǵina alova (opowiadania, 1950)[6]
- Branuvanja (opowiadania, 1953)[7]
- Ona što beše nebo (powieść, 1958)[8]
- Vojnata, luǵe, vojnata (powieść, 1967)[9]
- Razboj (powieść, 1969)[10]
- Razgledi (1976)[11]
- Kažuvanja (opowiadania, 1976)[11]
- Zapisi na Ezerko Drimski (powieść, 1980)[12]
- Jazli (powieść, 1990)[13]